# Tipula walkeriana
Tipula walkeriana är en tvåvingeart som beskrevs av Alexander 1971. Tipula walkeriana ingår i släktet Tipula och familjen storharkrankar. Inga underarter finns listade i Catalogue of Life.